# Biblioteca Huntington
La Biblioteca Huntington és una institució educativa i d'investigació establerta per Henry Huntington a San Marino, Califòrnia, Estats Units. A més de la biblioteca, el lloc posseeix una col·lecció d'art rica en retrats anglesos i mobles francesos del segle xviii, a més de jardins botànics,que tenen la mès gran col·lecció de cycadopsidas a Amèrica de Nord.

## Biblioteca i col·lecció d'art

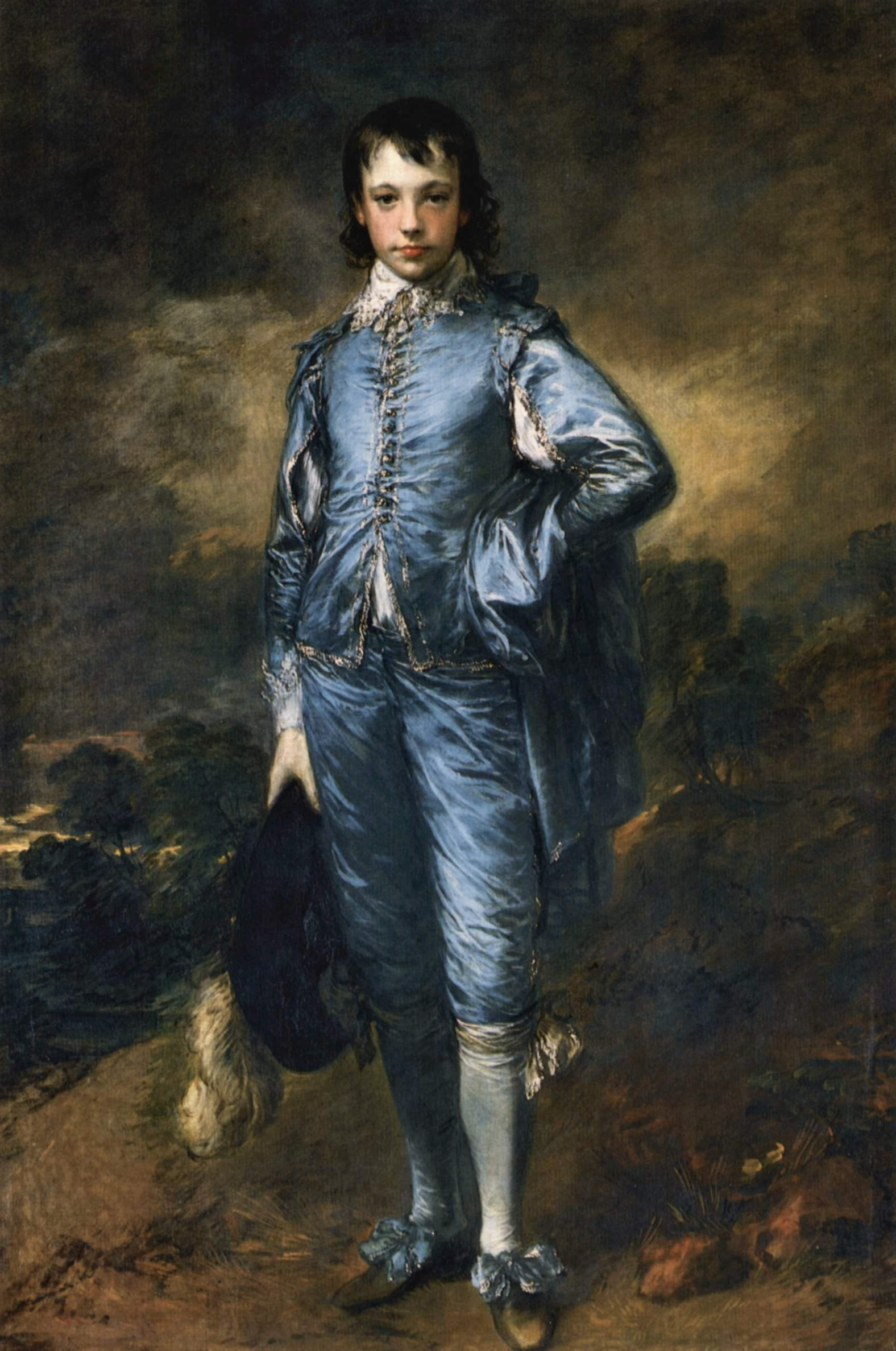
The Blue Boy per Thomas Gainsborough.

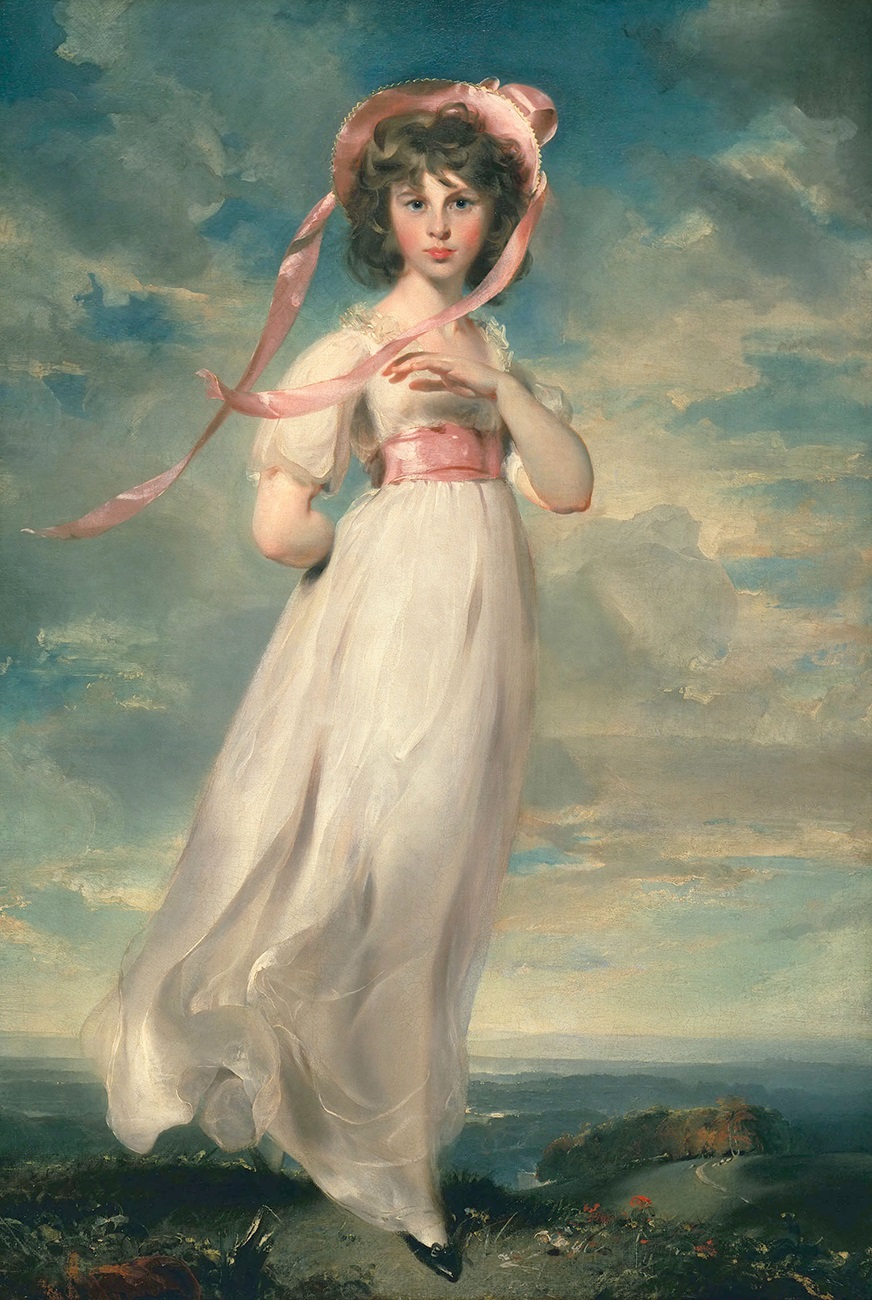
Sarah Barrett Moulton: "Pinkie" per Thomas Lawrence.

La biblioteca conté una extensa col·lecció de llibres i manuscrits que no es troben fàcilment, incloent una Bíblia de Gutenberg, el Manuscrit Ellesmere de Chaucer, i milers de documents històrics sobre Abraham Lincoln incloent els papers del guardaespatlles del president, Ward Hill Lamon. Els llibres i manuscrits de la biblioteca estan entre els més utilitzats als Estats Units. Té 6,5 milions de manuscrits i més d'un milió de llibres poc comuns. És l'única biblioteca al món amb els dos primers actes d'Hamlet; té el manuscrit de l'autobiografia de Benjamin Franklin, els set primers esbossos de l'obra d'Henry David Thoreau Walden, el llibre de John James Audubon Birds of America, una col·lecció de manuscrits i primeres edicions de les obres de Charles Bukowski i molts altres tresors.
La biblioteca sol situar aquests articles a la vista del públic en general; no obstant això, el veritable ús de la col·lecció està extremadament restringit, ja que generalment cal almenys un grau doctoral i cartes de recomanació d'historiadors reconeguts. No obstant això, aquestes precaucions s'entenen donada la naturalesa delicada i poc comuna dels materials.
La col·lecció d'art consisteix en les obres d'artistes britànics i anglesos dels segles xviii i xix, i d'artistes americans dels segles XVIII, XIX i XX, a més d'exhibicions aleatòries. Les primeres obres conegudes de la col·lecció són The Blue Boy per Thomas Gainsborough i Sarah Barrett Moulton: "Pinkie" pel pintor Thomas Lawrence.

### Col·lecció de William Morris
El 1999, la biblioteca Huntington va adquirir la col·lecció de materials relacionats amb l'artista i dissenyador William Morris acumulada per Sanford i Helen Berger, col·lecció de vidre bufat, paper pintat, tapissos, brodats, dibuixos, ceràmiques, més de dues mil llibres, treballs originals en fusta i els arxius complets de la signatura d'art decoratiu Morris & Co. i la seva predecessora Morris, Marshall, Faulkner & Co. Aquests materials van formar la fundació per a l'exhibició de 2002.

## Jardins botànics
Els excel·lents jardins botànics de Huntington cobreix 485,624 m² i els jardins temàtics contenen plantes de tot arreu del món. Els jardins estan dividits en més d'una dotzena de temes, incloent el Jardí Australià, la Col·lecció de Camelias, el Jardí per a Nens, el Conservatori del Desert, el Conservatori per a la Ciència Botànica, el Jardí del Desert, el Jardí d'Herbes, el Jardí Japonès, Lily Pond, North Vista, el Jardí Palmera, el Jardí de les Roses, el Jardí Shakespeare, el Jardí Subtropical i Selvátic i el Jardí Xinès (Liu Fang Yuan 流芳園 o el Jardí de la Fragància Floral), actualment oberts en la part nord de la propietat. A més, un ampli camp obert cobert amb arbres d'eucaliptus serveix com un "Racó Australià". La biblioteca té un programa per protegir i propagar les espècies de plantes en perill. El 1999 i 2002, un espècimen d'amorfofal·lus hi va florir.
El Jardí del Desert Huntington, una de les més grans i més antigues col·leccions de cactus del món, conté plantes de climes extrems, moltes de les quals han estat adquirides per Huntington i William Hertrich (el conservador del jardí) en viatges per diversos països d'Amèrica del Nord, Central i del Sud. Sent un dels jardins més importants de Huntington, el Jardí del Desert, pensat per Hertrich, conté un grup de plantes desconegut i no apreciat a principis del segle XX.

Els jardins són utilitzats freqüentment com a ubicació per a pel·lícules. Les pel·lícules i vídeos musicals que han estat filmats allí són:
- Only Yesterday (Video musical) - Carpenters (1975)
- Midway (1976)
- Beverly Hills Cop 2 (1987)
- El video musical de "Ordinary World" por Duran Duran (1993)
- Indecent Proposal (1993)
- Beverly Hills Ninja (1997)
- Mystery Men (1999)
- Charlie's Angels (2000)
- The Wedding Planner (2001)
- The Hot Chick (2002)
- S1m0ne (2002)
- Anger Management (2003)
- Intolerable Cruelty (2003)
- Repartimentky & Hutch (2004)
- Memoirs of a Geisha (2005)
- Serenity (2005)
- Ned's Declassified Field Trip, el episodio final de Ned's Declassified School Survival Guide (2007)
- National Treasure: Book of Secrets (2007), usado como el jardín de rosas de la Casa Blanca.
- CSI Miami You May Now Kill the Bride (2008)